# Charles Cross
(en) Statistiques sur pro-football-reference
Charles Ellis Cross, né le 25 novembre 2000 à Laurel dans le Mississippi, est un sportif professionnel de football américain jouant au poste d'offensive tackle depuis 2022 dans la National Football League (NFL) pour la franchise des Seahawks de Seattle.
Il a joué au football américain universitaire dans la NCAA Division I FBS pendant trois saisons pour les Bulldogs de l'université d'État du Mississippi avant d'être sélectionné par Seattle en 9e choix lors du premier tour de la draft 2022 de la NFL.

## Biographie

### Jeunesse
Né le 25 novembre 2000 à Laurel dans le Mississippi, Cross y grandit et étudie au lycée local. Il s'engage initialement à jouer au football américain universitaire pour les Seminoles de l'université d'État de Floride mais change d'avis pendant sa saison senior pour finalement intégrer l'université d'État du Mississippi et son équipe des Bulldogs,. Il participe à l'All-American Bowl 2018 (en) lors de cette dernière saison au lycée.

### Carrière universitaire
Cross est mis sous statut redshirt après avoir disputé quatre match lors de sa première saison à Mississippi State,. Désigné titulaire au poste d'offensive tackle gauche dès le début de sa deuxième saison, il dispute 10 matchs et est sélectionné dans l'équipe des meilleurs freshman de la Southeastern Conference (SEC) en fin de la saison. Considéré comme l'un des meilleurs espoirs au poste d'offensive tackle pour la draft 2022 de la NFL, il est sélectionné dans la deuxième équipe de la SEC lors de l'avant saison 2021,,. Il renonce ensuite à sa dernière année d'éligibilité en fin de saison pour se présenter à la draft 2022.

### Carrière professionnelle

#### Scouting Combine
| Taille                 | Poids            | Bras              | Main              | Sprint   | Sprint   | Sprint   | Shuttle 20 yards | 3 cones drill | Détente         | Détente            | Développé couché | Test Wonderlic |
| Taille                 | Poids            | Bras              | Main              | 40 yards | 10 yards | 20 yards | Shuttle 20 yards | 3 cones drill | verticale       | horizontale        | Développé couché | Test Wonderlic |
| 1,95 m (6 ft 4 3/4 in) | 139 kg (307 lbs) | 88 cm (34 1/2 in) | 27 cm (10 3/4 in) | 4,95 s   | 1,75 s   | 2,92 s   | 4,61 s           | 7,88 s        | 77 cm (30,5 in) | 2,84 m (9 ft 4 in) | 20               | -              |

#### Draft
Cross est sélectionné en 9e choix global lors du premier tour de la draft 2022 de la NFL par la franchise des Seahawks de Seattle. Pour ce faire, les Seahawks ont utilisé ce choix de premier tour acquis aux Broncos de Denver en échange du quarterback Russell Wilson .

#### Seahawks de Seattle
Étant son propre agent, Cross signe son contrat rookie de quatre ans avec les Seahawks le 2 juin 2022. Dès sa première saison, il est titularisé pour les 17 matchs de saison régulière ainsi que pour le match de série éliminatoire. Au cours de la saison 2023, il est titulaire lors de 14 matchs.